# Бакмейстер, Иван Григорьевич
Иван Григорьевич Бакмейстер (нем. Johann Vollrath Bacmeister; 9 июля 1732, Ганновер — 16 [27] сентября 1788, Санкт-Петербург) — библиограф, с 1756 г. состоял библиотекарем Академии наук. Иван Бакмейстер приходился Людвигу Бакмейстеру двоюродным братом.

## Биография
Родился в семье юриста, был третьим из шестерых детей. Окончил Гёттингенский университет, владел несколькими европейскими и арабским языками.
По приглашению российского посла в Лондоне П. Г. Чернышёва Бакмейстер стал гофмейстером посольства. По делам посольства он приехал в Россию, где ему предложили службу в Академии наук. С 1756 он был унтер-библиотекарем Библиотеки и Кабинета редкостей (Кунсткамеры) АН.
За время службы Бакмейстер составил каталог печатных и рукописных книг Библиотеки (1768, рукопись хранится в Архиве АН), описание Библиотеки и Кабинета редкостей (1776, на французском языке, переводы на немецкий и русский).
И. Бакмейстеру также принадлежит исследование по истории памятника Петру I работы Э. Фальконе в Санкт-Петербурге.

## Труды
- Essai sur la Bibliothèque et le Cabinet de curiosités et d’histoire naturelle de l’Académie des sciences de Saint Pétersbourg / Par Jean Bacmeister, sous bibliothécaire de l’Académie des scienses. — SPb., 1776. — 254 p.

Немецкий перевод: Versuch über die Bibliothek und das Naturalien- und Kunst-Kabinet der Kaiserlichen Akademie der Wissenschaften in St. Petersburg / Aus dem Französischen des Herrn Bibliothekars Johann Bacmeister. — SPb., 1777 .
Русский перевод В. Костыгова: Опыт о Библиотеке и Кабинете редкостей и истории натуральной Санктпетербургской имп. Академии наук. — [СПб.], 1779. — 191 с.
- Historische Nachricht von der metallenen Bildsäule Peter des Grossen / Gesammlet von Johann Bacmeister russ. kaiserl. Assessor und Unter-Bibliothecarius bey der Kaiserl. Academie der Wissenschaften. — SPb., 1783. — [2], 71 S.

Русский перевод Н. Карандашева: Историческое известие о изваянном конном изображении Петра Великаго. — СПб., 1786. — 100 с.
- Бакмейстер перевёл на немецкий язык сочинение И. К. Шушерина «Житие святейшего патриарха Никона», изданное в 1784 году О. П. Козодавлевым: Beyträge zur Lebensgeschichte des Patriarchen Nikon.— Riga, 1788.